# WNT1
WNT1 (англ. Wnt family member 1) – білок, який кодується однойменним геном, розташованим у людей на короткому плечі 12-ї хромосоми. Довжина поліпептидного ланцюга білка становить 370 амінокислот, а молекулярна маса — 40 982.
| 10         |  | 20         |  | 30         |  | 40         |  | 50         |
| ---------- |  | ---------- |  | ---------- |  | ---------- |  | ---------- |
| MGLWALLPGW |  | VSATLLLALA |  | ALPAALAANS |  | SGRWWGIVNV |  | ASSTNLLTDS |
| KSLQLVLEPS |  | LQLLSRKQRR |  | LIRQNPGILH |  | SVSGGLQSAV |  | RECKWQFRNR |
| RWNCPTAPGP |  | HLFGKIVNRG |  | CRETAFIFAI |  | TSAGVTHSVA |  | RSCSEGSIES |
| CTCDYRRRGP |  | GGPDWHWGGC |  | SDNIDFGRLF |  | GREFVDSGEK |  | GRDLRFLMNL |
| HNNEAGRTTV |  | FSEMRQECKC |  | HGMSGSCTVR |  | TCWMRLPTLR |  | AVGDVLRDRF |
| DGASRVLYGN |  | RGSNRASRAE |  | LLRLEPEDPA |  | HKPPSPHDLV |  | YFEKSPNFCT |
| YSGRLGTAGT |  | AGRACNSSSP |  | ALDGCELLCC |  | GRGHRTRTQR |  | VTERCNCTFH |
| WCCHVSCRNC |  | THTRVLHECL |  |            |  |            |  |            |

A: Аланін

C: Цистеїн

D: Аспарагінова кислота

E: Глутамінова кислота

F: Фенілаланін

G: Гліцин

H: Гістидин

I: Ізолейцин

K: Лізин

L: Лейцин

M: Метіонін

N: Аспарагін

P: Пролін

Q: Глутамін

R: Аргінін

S: Серин

T: Треонін

V: Валін

W: Триптофан

Кодований геном білок за функцією належить до білків розвитку. 
Задіяний у такому біологічному процесі, як сигнальний шлях Wnt. 
Локалізований у позаклітинному матриксі.
Також секретований назовні.